# Aston (Arieja)
Aston és un municipi francès del departament de l'Arieja i la regió d'Occitània.